# Diabolic
A Diabolic egy amerikai death metal együttes. Jelenleg négy taggal rendelkeznek: Aantar Lee Coates-szel, Kelly McLauchlin-nal, Jerry Mortellaro-val és Paul Ouellette-tel. 
1998-ban alakultak meg a floridai Tampa Bay-ben. A zenekar története 1996-ra nyúlik vissza, amikor Coates és McLauchlin kiadott egy demólemezt. 1997-ben még egy demót jelentettek meg. Technikailag csak 1998 óta léteznek, viszont egyes metallal foglalkozó weboldalak 1997 januárjára teszik megalakulásuk dátumát. Első nagylemezüket megalakulásuk évében, 1998-ban dobták piacra. Az évek során számtalan tag kilépett a Diabolic-ból, többek között Coates, Ouellette, McLauchlin és Mortellaro is, hogy egy új zenekart alapítsanak, "Unholy Ghost" ("Szentségtelen Lélek") néven. Ez az együttes 2003-ban alakult meg, és 2005-ben már fel is oszlottak, így tiszavirág életűnek bizonyultak. Később alakult még egy mellék-projektnek számító zenekar, "Blastmasters" néven. A tagok visszatértek a Diabolic-ba, eredeti posztjukba. Pályafutásuk alatt többször koncerteztek is, többek között olyan neves együttesekkel turnéztak, mint a Cannibal Corpse, a God Dethroned vagy a Hate Eternal. Minden koncertjükön más zenekarokkal szerepeltek. A zenekarnak jelentős kötődése van az Unholy Ghosthoz. Témáik: halál, sátánizmus, valamint a gonoszság.

## Diszkográfia
Stúdióalbumok
- Supreme Evil (1998)
- Subterraneal Magnitude (2001)
- Vengeance Ascending (2001)
- Infinity Through Purification (2003)
- Shellfire and Tombstones (2006)
- Excisions of Exorcisms (2010)